# 일라이자 스캔런
일라이자 스캔런(Eliza Scanlen, 1999년 1월 6일 ~ )은 오스트레일리아의 배우이다.

## 출연 작품

### 영화
- 베이비티스 (2019)
- 작은 아씨들 (2019) - 베스 마치 역
- 악마는 사라지지 않는다 (2020) - 레노라 레퍼티 역
- 올드 (2021) - 케라 역

### 텔레비전
- 홈 앤 어웨이 (2016)
- 몸을 긋는 소녀 (2018)